# Jordan Peele
Jordan Haworth Peele (New York, 21 februari 1979) is een Amerikaans komiek, acteur, filmregisseur en scenarioschrijver.

## Biografie
Jordan Peele werd door zijn alleenstaande moeder opgevoed in de Upper West Side, een wijk in Manhattan. Peele ging naar de Calhoon School in Manhattan en vervolgens naar het Sarah Lawrence College waar hij na twee jaar stopte om met zijn collega Rebecca Drysdale een komisch duo te starten.

### Carrière
Peele speelde improvisatietheater bij onder andere Boom Chicago in Amsterdam en The Second City in Chicago. In 2003 vervoegde Peele de cast van MADtv waar hij Keegan-Michael Key ontmoette. Samen creëerden ze in 2012 de komische sketchshow op televisie Key & Peele. In 2008 werd Peele genomineerd voor een Emmy Award voor zijn muzikale videoparodie "Sad Fitty Cent".
In februari 2017 brak Peele door met zijn regiedebuut Get Out, een film die hij ook schreef en produceerde. De film kreeg positieve kritieken van de filmcritici met een score van 99% op Rotten Tomatoes, gebaseerd op 300 beoordelingen. Peele won met de film vele belangrijke prijzen, waaronder een Oscar voor beste originele scenario en twee Oscarnominaties voor beste film en beste regie. Ook zijn tweede speelfilm Us werd goed ontvangen.

### Privéleven
Peele is in 2016 getrouwd met de Amerikaanse comédienne, actrice en schrijfster Chelsea Peretti en ze hebben sinds 1 juli 2017 samen een zoon.

## Filmografie

### Films
| Jaar | Film                                     | Bijdragen | Bijdragen | Bijdragen | Bijdragen | Bijdragen          | Opmerkingen |
| Jaar | Film                                     | Regie     | Scenario  | Productie | Acteur    | Rol                | Opmerkingen |
| ---- | ---------------------------------------- | --------- | --------- | --------- | --------- | ------------------ | ----------- |
| 2022 | Nope                                     | Afgevinkt | Afgevinkt | Afgevinkt |           |                    |             |
| 2021 | Candyman                                 |           | Afgevinkt | Afgevinkt |           |                    |             |
| 2019 | Toy Story 4                              |           |           |           | Afgevinkt | Bunny              | stem        |
| 2019 | Us                                       | Afgevinkt | Afgevinkt | Afgevinkt |           |                    |             |
| 2018 | BlacKkKlansman                           |           |           | Afgevinkt |           |                    |             |
| 2017 | Get Out                                  | Afgevinkt | Afgevinkt | Afgevinkt | Afgevinkt | Geluiden van hert  | Stem        |
| 2017 | Captain Underpants: The First Epic Movie |           |           |           | Afgevinkt | Melvin Sneedly     | stem        |
| 2016 | Storks                                   |           |           |           | Afgevinkt | Beta Wolf          | stem        |
| 2016 | Keanu                                    |           | Afgevinkt | Afgevinkt | Afgevinkt | Rell / Oil Dresden |             |
| 2013 | The Sidekick                             |           |           |           | Afgevinkt | Sidecar Willy      | korte film  |
| 2012 | Wanderlust                               |           |           |           | Afgevinkt | Rodney             |             |
| 2010 | 3B                                       |           |           |           | Afgevinkt | Rob                | korte film  |
| 2010 | Meet the Parents: Little Fockers         |           |           |           | Afgevinkt | EMT                |             |
| 2008 | Boner Boyz!                              |           |           |           | Afgevinkt | D-Rock Peppers     | korte film  |

### Televisie
| Jaar      | Titel                                      | Rol                                                 | Opmerkingen                                                          |
| --------- | ------------------------------------------ | --------------------------------------------------- | -------------------------------------------------------------------- |
| 2003–2008 | MADtv                                      | Verschillende rollen                                | 94 afleveringen; alsook schrijver                                    |
| 2008      | Chocolate News                             | Kelvin Melvin                                       | 7 afleveringen                                                       |
| 2009      | Reno 911!                                  | Three-Card Monte Guy                                | Aflevering: "Extradition to Thailand"                                |
| 2009      | The Station                                | Joe                                                 | Pilot                                                                |
| 2009–2010 | SuperNews!                                 | Verschillende stemmen                               | 15 afleveringen                                                      |
| 2010–2015 | Childrens Hospital                         | Dr. Brian                                           | 10 afleveringen                                                      |
| 2011      | Love Bites                                 | Eli                                                 | Aflevering: "Too Much Information"                                   |
| 2012–2015 | Key & Peele                                | Zichzelf / Verschillende rollen                     | 54 afleveringen; alsook co-creator, schrijver en executive producer  |
| 2013      | The Mindy Project                          | Nick                                                | Aflevering: "Mindy's Minute"                                         |
| 2013      | Workaholics                                | Mark                                                | Aflevering: "The Worst Generation"                                   |
| 2013      | Comedy Bang! Bang!                         | Tan Fu                                              | Aflevering: "Andy Samberg Wears a Plaid Shirt & Glasses"             |
| 2013      | Axe Cop                                    | Super Axe (stem)                                    | Aflevering: "Super Axe"                                              |
| 2013      | Modern Family                              | Derrick                                             | Aflevering: "A Fair to Remember"                                     |
| 2013–2014 | Kroll Show                                 | Ref Rondy / Verschillende rollen                    | 2 afleveringen                                                       |
| 2014–2016 | Bob's Burgers                              | Verschillende stemmen                               | 8 afleveringen                                                       |
| 2014      | Fargo                                      | Special Agent Webb Pepper                           | 4 afleveringen                                                       |
| 2014      | Drunk History                              | Percy Julian                                        | Aflevering: "Montgomery, AL"                                         |
| 2014      | Robot Chicken                              | Verschillende stemmen                               | 2 afleveringen                                                       |
| 2015      | Life in Pieces                             | Chad                                                | 3 afleveringen                                                       |
| 2015      | Rick and Morty                             | Second Fourth-Dimensional Being (stem)              | Aflevering: "A Rickle in Time"                                       |
| 2015      | Wet Hot American Summer: First Day of Camp | Alan                                                | 3 afleveringen                                                       |
| 2015      | TripTank                                   | Verschillende stemmen                               | 2 afleveringen                                                       |
| 2015      | SuperMansion                               | Bugula (stem)                                       | Aflevering: "A Shop in the Dark"                                     |
| 2016      | The Muppets                                | Zichzelf                                            | Aflevering: "Swine Song"                                             |
| 2016      | American Dad!                              | Street Thug (stem)                                  | Aflevering: "Criss-Cross Applesauce: The Ballad of Billy Jesusworth" |
| 2017      | The Daily Show                             | Barack Obama                                        | Aflevering: "Keegan-Michael Key"                                     |
| 2017-2025 | Big Mouth                                  | The Ghost of Duke Ellington / verschillende stemmen | 10 afleveringen                                                      |
| 2018      | The Last O.G.                              |                                                     | Co-creator en executive producer                                     |

## Prijzen en nominaties
De belangrijkste:
| Jaar | Prijs                                      | Categorie                | Film    | Uitslag     |
| ---- | ------------------------------------------ | ------------------------ | ------- | ----------- |
| 2018 | Academy Awards                             | Beste originele scenario | Get Out | Gewonnen    |
| 2018 | Academy Awards                             | Beste regie              | Get Out | Genomineerd |
| 2018 | Academy Awards                             | Beste film               | Get Out | Genomineerd |
| 2018 | Critics' Choice Awards                     | Beste regie              | Get Out | Genomineerd |
| 2018 | Critics' Choice Awards                     | Beste origineel script   | Get Out | Gewonnen    |
| 2018 | Satellite Awards                           | Beste regie              | Get Out | Gewonnen    |
| 2018 | Satellite Awards                           | Beste origineel script   | Get Out | Genomineerd |
| 2018 | BAFTA Awards                               | Beste originele scenario | Get Out | Genomineerd |
| 2018 | Independent Spirit Awards                  | Beste regie              | Get Out | Gewonnen    |
| 2018 | Independent Spirit Awards                  | Beste script             | Get Out | Genomineerd |
| 2017 | National Board of Review                   | Beste regiedebuut        | Get Out | Gewonnen    |
| 2017 | Los Angeles Film Critics Association Award | Beste scenario           | Get Out | Gewonnen    |